# Torneo Kurowashiki 2019 (femminile)
Il Torneo Kurowashiki 2019 si è svolto dal 1° al 6 maggio 2019: al torneo hanno partecipato sedici squadre di club, universitarie e scolastiche giapponesi e la vittoria finale è andata per la quinta volta alle Toray Arrows.

## Regolamento
La competizione prevede che vi prendano parte 16 squadre. Sono previsti due fasi: nella prima si svolge un turno preliminare a gironi, mentre nella seconda si svolgono quarti di finale, semifinali e finale.

## Partecipanti
| - Aoyama Gakuin Daigaku - Denso Airybees - Hitachi Rivale - JT Marvelous - Kinrankai - Kurobe AquaFairies - NEC Red Rockets - Okayama Seagulls | - PFU BlueCats - Saitama Ageo Medics - Shimokitazawa Seitoku - Shoin Daigaku - Toray Arrows - Toyota Queenseis - Tsukuba Daigaku - Victorina Himeji |

## Competizione

### Prima fase

#### Gruppo A
| Squadre        | JT Marvelous | Hitachi Rivale | PFU BlueCats | Kinrankai | G | V | P |
| -------------- | ------------ | -------------- | ------------ | --------- | - | - | - |
| JT Marvelous   |              | 3 - 2          | 3 - 2        | 3 - 2     | 3 | 3 | 0 |
| Hitachi Rivale | 2 - 3        |                | 3 - 2        | 3 - 0     | 3 | 2 | 1 |
| PFU BlueCats   | 2 - 3        | 2 - 3          |              | 3 - 0     | 3 | 1 | 2 |
| Kinrankai      | 0 - 3        | 0 - 3          | 0 - 3        |           | 3 | 0 | 3 |

#### Gruppo B
| Squadre               | Denso Airybees | Toyota Queenseis | Victorina Himeji | Aoyama Gakuin Daigaku | G | V | P |
| --------------------- | -------------- | ---------------- | ---------------- | --------------------- | - | - | - |
| Denso Airybees        |                | 3 - 1            | 3 - 0            | 2 - 3                 | 3 | 2 | 1 |
| Toyota Queenseis      | 1 - 3          |                  | 3 - 1            | 3 - 0                 | 3 | 2 | 1 |
| Victorina Himeji      | 0 - 3          | 1 - 3            |                  | 3 - 1                 | 3 | 1 | 2 |
| Aoyama Gakuin Daigaku | 3 - 2          | 0 - 3            | 1 - 3            |                       | 3 | 1 | 2 |

#### Gruppo C
| Squadre               | Okayama Seagulls | Toray Arrows | Tsukuba Daigaku | Shimokitazawa Seitoku | G | V | P |
| --------------------- | ---------------- | ------------ | --------------- | --------------------- | - | - | - |
| Okayama Seagulls      |                  | 3 - 0        | 3 - 0           | 3 - 0                 | 3 | 3 | 0 |
| Toray Arrows          | 0 - 3            |              | 3 - 0           | 3 - 0                 | 3 | 2 | 1 |
| Tsukuba Daigaku       | 0 - 3            | 0 - 3        |                 | 3 - 1                 | 3 | 1 | 2 |
| Shimokitazawa Seitoku | 0 - 3            | 0 - 3        | 1 - 3           |                       | 3 | 0 | 3 |

#### Gruppo D
| Squadre             | Saitama Ageo Medics | NEC Red Rockets | Kurobe AquaFairies | Shoin Daigaku | G | V | P |
| ------------------- | ------------------- | --------------- | ------------------ | ------------- | - | - | - |
| Saitama Ageo Medics |                     | 3 - 1           | 3 - 1              | 3 - 0         | 3 | 3 | 0 |
| NEC Red Rockets     | 1 - 3               |                 | 3 - 0              | 3 - 0         | 3 | 2 | 1 |
| Kurobe AquaFairies  | 1 - 3               | 0 - 3           |                    | 3 - 0         | 3 | 1 | 2 |
| Shoin Daigaku       | 0 - 3               | 0 - 3           | 0 - 3              |               | 3 | 0 | 3 |

#### Squadre qualificate
- Denso Airybees
- Hitachi Rivale
- JT Marvelous
- NEC Red Rockets
- Okayama Seagulls
- Saitama Ageo Medics
- Toray Arrows
- Toyota Queenseis

### Seconda fase
|  | Quarti di finale    | Quarti di finale    | Quarti di finale |                |                  | Semifinali       | Semifinali | Semifinali |  |  | Finale | Finale | Finale |  |
|  |                     |                     |                  |                |                  |                  |            |            |  |  |        |        |        |  |
|  | JT Marvelous        | JT Marvelous        | 3                |                |                  |                  |            |            |  |  |        |        |        |  |
|  | JT Marvelous        | JT Marvelous        | 3                |                |                  |                  |            |            |  |  |        |        |        |  |
|  | Toyota Queenseis    | Toyota Queenseis    | 1                |                |                  |                  |            |            |  |  |        |        |        |  |
|  | Toyota Queenseis    | Toyota Queenseis    | 1                |                | JT Marvelous     | JT Marvelous     | 1          |            |  |  |        |        |        |  |
|  |                     |                     |                  |                | JT Marvelous     | JT Marvelous     | 1          |            |  |  |        |        |        |  |
|  |                     |                     | Toray Arrows     | Toray Arrows   | 3                |                  |            |            |  |  |        |        |        |  |
|  | Toray Arrows        | Toray Arrows        | Toray Arrows     | Toray Arrows   | 3                | 3                |            |            |  |  |        |        |        |  |
|  | Toray Arrows        | Toray Arrows        |                  |                |                  |                  |            |            |  |  |        |        |        |  |
|  | Saitama Ageo Medics | Saitama Ageo Medics | 0                |                |                  |                  |            |            |  |  |        |        |        |  |
|  | Saitama Ageo Medics | Saitama Ageo Medics | 0                |                | Toray Arrows     | Toray Arrows     | 3          |            |  |  |        |        |        |  |
|  |                     |                     |                  |                |                  |                  |            |            |  |  |        |        |        |  |
|  |                     |                     | Hitachi Rivale   | Hitachi Rivale | 0                |                  |            |            |  |  |        |        |        |  |
|  | Okayama Seagulls    | Okayama Seagulls    | Hitachi Rivale   | Hitachi Rivale | 0                | 3                |            |            |  |  |        |        |        |  |
|  | Okayama Seagulls    | Okayama Seagulls    |                  |                |                  |                  |            |            |  |  |        |        |        |  |
|  | NEC Red Rockets     | NEC Red Rockets     | 1                |                |                  |                  |            |            |  |  |        |        |        |  |
|  | NEC Red Rockets     | NEC Red Rockets     | 1                |                | Okayama Seagulls | Okayama Seagulls | 2          |            |  |  |        |        |        |  |
|  |                     |                     |                  |                | Okayama Seagulls | Okayama Seagulls | 2          |            |  |  |        |        |        |  |
|  |                     |                     | Hitachi Rivale   | Hitachi Rivale | 3                |                  |            |            |  |  |        |        |        |  |
|  | Hitachi Rivale      | Hitachi Rivale      | Hitachi Rivale   | Hitachi Rivale | 3                | 3                |            |            |  |  |        |        |        |  |
|  | Hitachi Rivale      | Hitachi Rivale      |                  |                |                  |                  |            |            |  |  |        |        |        |  |
|  | Denso Airybees      | Denso Airybees      | 1                |                |                  |                  |            |            |  |  |        |        |        |  |

#### Quarti di finale
| 4 maggio 2019 Municipal Central Gymnasium, Osaka Durata: ? - Spettatori: ? | JT Marvelous     | 3 - 1 | Toyota Queenseis    | 27-29, 25-20, 28-26, 25-20 |
| 4 maggio 2019 Municipal Central Gymnasium, Osaka Durata: ? - Spettatori: ? | Toray Arrows     | 3 - 0 | Saitama Ageo Medics | 25-18, 25-17, 25-23        |
| 4 maggio 2019 Municipal Central Gymnasium, Osaka Durata: ? - Spettatori: ? | Okayama Seagulls | 3 - 1 | NEC Red Rockets     | 25-21, 25-17, 17-25, 25-16 |
| 4 maggio 2019 Municipal Central Gymnasium, Osaka Durata: ? - Spettatori: ? | Hitachi Rivale   | 3 - 1 | Denso Airybees      | 25-20, 20-25, 28-26, 25-22 |

##### Semifinali
| 5 maggio 2019 Municipal Central Gymnasium, Osaka Durata: ? - Spettatori: ? | JT Marvelous     | 1 - 3 | Toray Arrows   | 25-22, 21-25, 23-25, 16-25        |
| 5 maggio 2019 Municipal Central Gymnasium, Osaka Durata: ? - Spettatori: ? | Okayama Seagulls | 2 - 3 | Hitachi Rivale | 21-25, 25-21, 25-20, 17-25, 10-15 |

##### Finale
| 6 maggio 2019 Municipal Central Gymnasium, Osaka Durata: ? - Spettatori: ? | Toray Arrows | 3 - 0 | Hitachi Rivale | 25-23, 31-29, 26-24 |

## Premi individuali
| Premio                     | Giocatrice       | Squadra        |
| -------------------------- | ---------------- | -------------- |
| MVP                        | Jana Matiašovská | Toray Arrows   |
| Miglior spirito combattivo | Hisae Watanabe   | Hitachi Rivale |
| Miglior esordiente         | Mayu Ishikawa    | Toray Arrows   |
| Sestetto ideale            | Kaho Ōno         | Toray Arrows   |
| Sestetto ideale            | Jana Matiašovská | Toray Arrows   |
| Sestetto ideale            | Mayu Ishikawa    | Toray Arrows   |
| Sestetto ideale            | Hisae Watanabe   | Hitachi Rivale |
| Sestetto ideale            | Ruriko Uesaka    | Hitachi Rivale |
| Sestetto ideale            | Mizuki Tanaka    | JT Marvelous   |
| Miglior libero             | Rena Mizusugi    | Toray Arrows   |